# Локавець (Айдовщина)
Локавець (словен. Lokavec) — поселення на північному краю долини річки Віпава на північний захід від м. Айдовщина в общині Айдовщина. Висота над рівнем моря: 173 метрів.